# مفاعل كندو

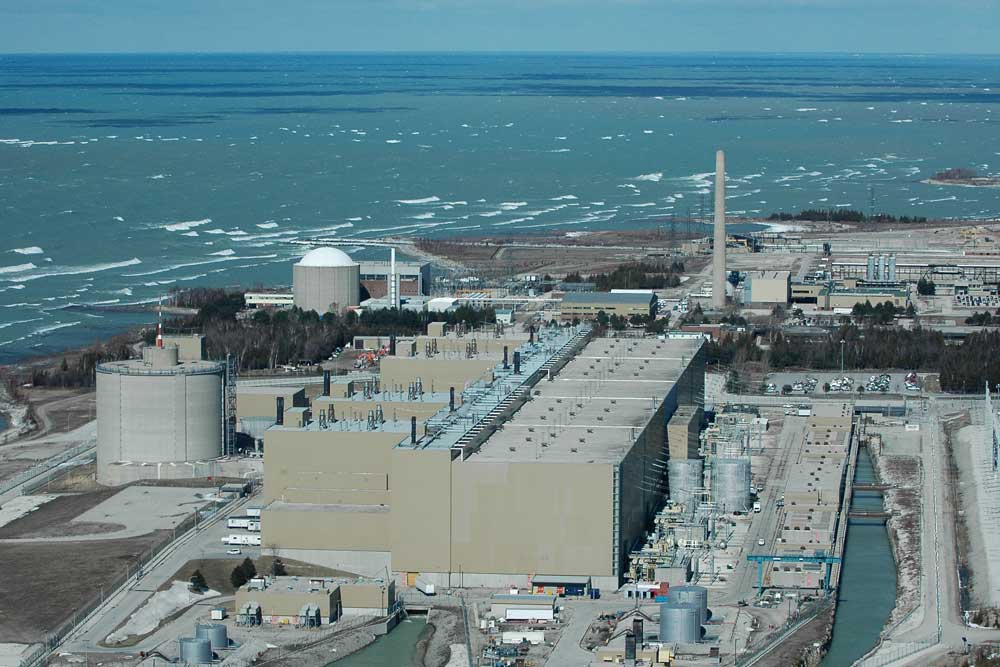
مفاعل كندو لإنتاج القوى الكهربائية، كندا.

مفاعل كاندو أو كندو (بالإنجليزية: CANDU reactor) هو مفاعل نووي ينتج الطاقة الكهربائية باستخدام الطاقة النووية صممته وشيدته كندا. وهو يعمل باليورانيوم الطبيعي (غير مخصب) والماء الثقيل. ومفاعل كندو مفاعل ماء ثقيل مضغوط.
واسم CANDU هو اختصار للاسم الكامل CANada Deuterium Uranium reactor
وقد صمم هذ النوع من المفاعلات أوائل الستينيات من القرن الماضي من الطاقة الذرية المساهمة الكندية وأنتاريو إليكتريك، التي تعرف الآن بجنرال إليكتريك كندا GE Canada

## التصميم
| 1 | حزمة الوقود           | 8  | ألى تموين الوقود              |
| 2 | قلب المفاعل           | 9  | مهدئ الماء الثقيل             |
| 3 | ثضبان التحكم          | 10 | أنبوب الضغط                   |
| 4 | خزان ضغط الماء الثقيل | 11 | بخار خاريج لتشغيل التوربين    |
| 5 | مولد البخار           | 12 | عودة الماء البارد من التوربين |
| 6 | طلمبة ماء عادي        | 13 | مبني المفاعل                  |
| 7 | مضخة الماء الثقيل     |    |                               |

رسم توضيحي لمفاعل كندو، الدورة الابتدائية باللونين الأصفر والبرتقالي، الدجورة الثانوية بالأزرق والأحمر. وترى قضبان التحكم ساقطة جزئيا.

لا تختلف طريقة عمل مفاعل كندو الذي يعمل بالماء الثقيل كمهدئ للنيوترونات السريعة عن طريقة عمل مفاعل الماء المضغوط إلا في بعض التفاصيل. فكلا المفاعلان يعمل بدائرتين للماء الساخن والبخار تتلو الواحدة الأخرى لتشغيل التوربين الذي يقوم بدوره في تدوير مولد كهربائي لإنتاج التيار الكهربائي. ويستخدم مفاعل كندو في دورته الابتدائية الماء الثقيل بدلا عن الماء العادي، من أجل استخدام اليورانيوم الطبيعي في قلب المفاعل بدلا عن اليورانيوم المخصب. 
يتميز الماء الثقيل بأنه ضعيف لامتصاص النيوترونات مما يحافظ على كثافة النيوترونات في قلب المفاعل، أما الماء العادي فهو يمتص النيوترونات، ولا بد أن يعوض المفاعل عن تلك النيوترونات المفقودة عن طريق زيادة نسبة اليورانيوم-235 لإبقاء معدل التفاعل على مستواه. لهذا يحتاج مفاعل الماء المضغوط وكذلك مفاعل الماء المغلي اليورانيوم المخصب.
ويماثل مفاعل الماء الثقيل المضغوط تقريبا مفاعل الماء المضغوط المعتاد، إلا أنه يهلف عنه في بعض التفاصيلز
يقوم التفاعل النووي بتوليد حرارة في قلب المفاعل وتعتبر تتك الدورة هي الدورة الابتدائية ذات ضغط مرتفع. ويعمل المبادل الحراري على نقل الحرارة إلى الدورة الثانوية، والتي تقوم بتدوير التوربين المتصل بمولد كهربائي.
بعد خروج بخار الماء من التوربين يُكثف في مكثف للبخار بواسطة ماء كثير مأخود من نهر مجاور، ويعاد الماء ثانيا إلى المبادل الحراري، ويمكن الاستعاضة عن ذلك باستخدام برج تبريد.

## استخدام الماء الثقيل
في المفاعل النووي تنشطر أنويةاليورانيوم بواسطة النيوترونات وينتج عن الانشطار نيوترونات جديدة، تصتدم هي الأخرى بأنوية جديدة منتجة أنشطارا وطاقة ونيوترونات، وبهذ يستمر التفاعل. ويتطلب ذلك توزيع هندسي للمواد وتحكم في سير التفاعل، بحيث لا تضيع النيوترونات هباء (إذا كان المفاعل صغير الحجم) فهي تخرج منه بدون أن تحدث تفاعلا جديدا مع اليورانيوم-235 أو تمتصها مادة من المواد الأخرى الموجودة في المفاعل، ولا يتزايد عددها تصاعديا في المفاعل فيؤدي إلى انفجار خطير. 
فالغرض من التحكم في سير التفاعل التسلسلي هو المحافطة على سير التفاعل بمعدل محدد في حالة تسمي الحالة الحرجة. 
ويتكون اليورانيوم الطبيعي من مخلوط لعدة نظائر ويغلب فيه اليورانيوم-238 ونسبة صغيرة من اليورانيوم-235 تبلغ 7و0 % فقط. ينشطر اليورانيوم-238 بالنيوترونات السريعة ذات طاقة أكبر من 1 مليون إلكترون فولت MeV. ولا يمكن أن يستمر التفاعل مع اليورانيوم-238 حيث يمتص نيوترونات أكثر مما يصدره منها. ومن ناحية أخرى يمكن لليورانيوم-235 أن يجري تفاعل تسلسلي، ولكن نسبته في اليورانيوم الطبيعي قليلة فلا يمكن لليورانيوم الطبيعي القيام بتفاعل تسلسلي والوصول إلى الحالة الحرجة بمفرده. 
وللتحايل على ذلك لكي يعمل المفاعل يكون عن طريق تهدئة سرعة النيوترونات بحيث يرتفع احتمال اصتدامها بأنوية اليورانيوم-235 مما يتيح الفرصة لاستمرار التفاعل في المفاعل. ولهذا نحتاج إلى مهدئ لسرعة النيوترونات، الذي يقوم بامتصاص جزءا من طاقة حركة النيوترونات فتنخفض سرعتها إلى سرعة جزيئات المهدئ نفسها. ولهذا نسمي النيوترونات في تلك الحالة «النيوترونات الحرارية» thermal neutron وكذلك «المفاعل الحراري» thermal reactor. 
ويصلح الماء كمهدئ للنيوترونات حيث تعادل كتلة ذرة الهيدروجين كتلة النيوترون، فيكتسب من جزءا كبيرا من سرعته كما يحدث في لعب البلياردو. ولكن الماء في نفس الوقت يمتص جزءا من النيوترونات. 
فاستخدام الماء يكون امحوبا بامتصاصه للنيوترونات وتبقى القليل منها للتفاعل مع كمية اليورانيوم-235 235U القليلة هي الأخرى في المفاعل، مما لا يسمح بالوصول إلى 'الحالة الحرجة في المفاعل (أن يؤدي كل نيوترون إلى تفاعل مع اليورانيوم-235 مع بقاء 1 نيوترون من النيترونات الناتجة من الانشطار - رغما عن امتصاص النيترونات في المواد الأخرى وضياع بعضها بسبب انطلاقها خارج المفاعل - ليقوم هذا النيوترون بتفاعل تالي مع أحد أنوية اليورانيوم-235). 
ولهذا يستخدم مفاعل الماء الخفيف يورانيوم مخصب، أي يورانيوم يحتوي على نسبة أعلى من اليورانيوم-235 تصل من 3% إلى 5 %. (ويسمي اليورانيوم المستهلك في عملية التخصيب يورانيوم منضب depleted uranium، حيث تنخفض فيه نسبة اليورانيوم-235 إلى نحو 07و0 %). وتعمل تلك ال 3% إلى 5 % من اليورانيوم-235 الموجودة في اليورانيوم المخصب على استمرار التفاعل في المفاعل والوصول إلى الحالة الحرجة . 